# Surdulica
Surdulica (cyr. Сурдулица) – miasto w Serbii, w okręgu pczyńskim, siedziba gminy Surdulica. W 2011 roku liczyło 10 888 mieszkańców.